# Taka
La taka (en bengalí টাকা, tākā) és la moneda de Bangladesh. El codi ISO 4217 és BDT i s'acostuma a abreujar ৳ o bé Tk. Es divideix en 100 poisha (পয়সা).

## Història
La paraula deriva del sànscrit tanka, que és com s'anomenaven antigament les monedes d'or. Taka fou un mot àmpliament usat en diferents parts de l'Índia, si bé amb diversos significats. Al nord, la taka era una moneda de coure equivalent a dues paises, mentre que al sud equivalia a quatre paises o una anna. Només era a Bengala que equivalia a una rupia, per això la rupia índia és anomenada taka en bengalí i assamès, i aquest fou el nom que va adoptar la nova moneda de Bangladesh el 1972, un cop assolida la independència, en substitució de la rupia pakistanesa (PKR) en termes paritaris (1 BDT = 1 PKR). Actualment no són equivalents, ja que la taka s'ha devaluat lleugerament en relació amb la rupia pakistanesa.

## Monedes i bitllets
Emesa pel Banc de Bangladesh (বাংলাদেশ ব্যাংক, Bānglādesh Bānka), en circulen monedes d'1, 5, 10, 25 i 50 poisha i d'1, 2 i 5 taka, i bitllets d'1, 2, 5, 10, 20, 50, 100, 500 i 1.000 taka. Les monedes fraccionàries, tot i continuar tenint valor legal, circulen molt rarament i el bitllet d'1 taka s'està substituint progressivament per la moneda del mateix valor.

## Taxes de canvi
- 1 EUR = 98,59 BDT (13 de gener del 2022)
- 1 USD = 86,01 BDT (13 de gener del 2022)